# Aspilodemon mediofossa
Aspilodemon mediofossa är en stekelart som beskrevs av Fischer 1966. Aspilodemon mediofossa ingår i släktet Aspilodemon och familjen bracksteklar. Inga underarter finns listade.